# Mleko migdałowe

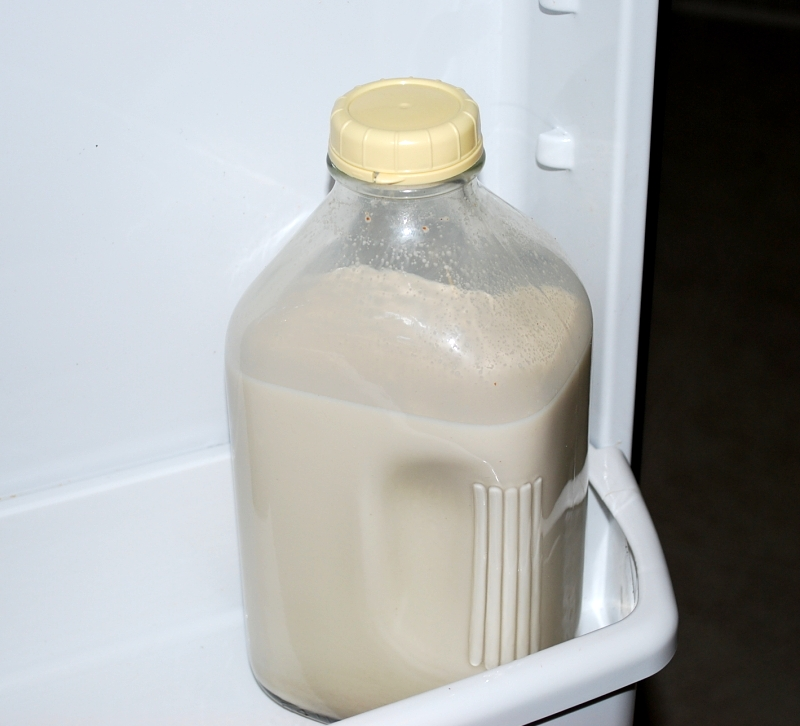
Butelka mleka migdałowego

Mleko migdałowe – zamiennik mleka krowiego stworzony z pasty migdałowej, która była również podstawą wielu dań kuchni średniowiecznej. W przeciwności do mleka krowiego nie zawiera laktozy ani cholesterolu, dlatego może być używany jako jego substytut. Jest to rodzaj napoju, które pojawia się w wielu przepisach średniowiecznych na potrawy wielkopostne, lub innych jako zastępnik mleka krowiego.
Zgodnie z obowiązującymi na terenie Unii Europejskiej normami prawnymi, nie może być wprowadzane do obrotu ani reklamowane pod nazwą "mleko migdałowe".

## Historia
W średniowieczu mleko migdałowe miało nazwę zlatynizowaną: amygdalate. Było powszechnie spożywane w krajach Eurazji od Półwyspu Iberyjskiego do Azji Wschodniej. W średniowieczu napoje migdałowe było znane zarówno w świecie chrześcijańskim jak i islamskim.
Średniowieczna książka kucharska Viandier, autorstwa Guillaume'a Tirela alias Taillevent w latach 1375 do 1380, przeznaczona dla francuskich szefów kuchni królewskiej królów Karola V i Karola VI posiada przepis na mleko migdałowe. 
Przed wpływami pochodzącymi ze środkowych Chin po chińskiej wojnie domowej, mleko migdałowe było bardzo popularne na Tajwanie, nawet bardziej niż mleko sojowe.

## Skład
100 ml napoju migdałowego zawiera:
- 0,4 g białka,

- 0,1 g węglowodanów,

- 1,1 g tłuszczów,

- 0,4 g błonnika,

- 0,05 g sód,

- 120 mg wapnia,

- 0 g cholesterolu.

Witaminy:
- E - 1,80 mg

- D2 - 0,75 µg

- ryboflawina – 0,21 mg

Wartość energetyczna w 100 ml: 13 kcal.

## Europejskie regulacje dotyczące produktów mlecznych
Zgodnie z Europejską Wspólną polityką rolną pojęcie „mleko” oznacza wyłącznie zwykłą wydzielinę z wymion ssaków – bez żadnych dodatków, ani nie poddaną ekstrakcji – otrzymywaną z co najmniej jednego doju zwierzęta gospodarskiego. Tak samo ma się sytuacja w wypadku przetworów mlecznych: śmietany, śmietanki, chantilly, masła, seru, jogurtu czy kefiru. Jedynym wyjątkiem przewidzianym w Polsce przez unijne przepisy jest ser jabłkowy. Dlatego też sprzedawane na terenie Unii Europejskiej napoje migdałowe nie mogą być nazywane "mlekiem migdałowym".
Wyrok Trybunału Sprawiedliwości Unii Europejskiej z 2017 r. potwierdził, że termin „mleko” co do zasady zarezerwowany jest wyłącznie dla mleka pochodzenia zwierzęcego.